# Tráfico sexual en Guatemala

Las víctimas ciudadanas y extranjeras, incluidos pueblos indígenas, son objeto de trata sexual dentro y fuera de los departamentos de Guatemala. Son violadas y dañadas física y psicológicamente en lugares dentro de estas divisiones administrativas.

La trata sexual en Guatemala es la trata de personas con fines de explotación sexual y esclavitud que se da en la República de Guatemala .
Las víctimas de trata sexual en el país provienen de todos los grupos étnicos de Guatemala, incluidos los mayas y otros pueblos indígenas, y extranjeros. Ciudadanas guatemaltecas, principalmente mujeres y niñas, son traficadas sexualmente hacia los diferentes departamentos de Guatemala, así como a otros países,  particularmente a México y Estados Unidos.  El transporte ilegal y la agresión sexual de migrantes de América Latina a Estados Unidos es un problema. Las mujeres y niñas extranjeras, incluidas las migrantes,   también son objeto de trata hacia y dentro de Guatemala. 
Los niños,      inmigrantes deportados,  y las personas en situación de pobreza    y con poca educación  son particularmente vulnerables al tráfico sexual. Las víctimas de la trata sexual son engañadas   o secuestradas y obligadas a prostituirse y realizar trabajos no libres . Están custodiados o encerrados en burdeles,  hogares, negocios y otros lugares. Se ven amenazados  y experimentan traumas físicos y psicológicos. A veces sus familiares reciben amenazas.  
El tráfico y la explotación sexual han permeado todos los niveles de la sociedad guatemalteca. Los traficantes han sido hombres y mujeres. Varios traficantes son miembros de pandillas o están facilitados por ellas.   Los funcionarios gubernamentales, los trabajadores y la policía han sido cómplices y la corrupción en Guatemala es un problema.  Algunos perpetradores son familiares de las víctimas, incluidos los padres.   Los traficantes utilizan las redes sociales y otros sitios web y aplicaciones de telefonía e Internet para atraer a las víctimas.
Se desconoce la magnitud del tráfico sexual en Guatemala debido a la falta de datos. Los esfuerzos del gobierno contra el tráfico sexual han sido criticados por ser insuficientes.  La aplicación de la ley se ve obstaculizada por presupuestos y recursos operativos limitados.  El comercio sexual en línea es un problema. 

## Vínculos con el tráfico ilegal de drogas
Las bandas de narcotraficantes en Guatemala han recurrido al tráfico sexual como fuente alternativa de ganancias.  

## Organizaciones no gubernamentales
El Refugio de la Niñez opera un refugio que ayuda a restaurar a las víctimas del tráfico sexual en Guatemala. Cuenta con el apoyo del Fondo Fiduciario de las Naciones Unidas para las Víctimas de la Trata de Personas. 